# Námořní trasa

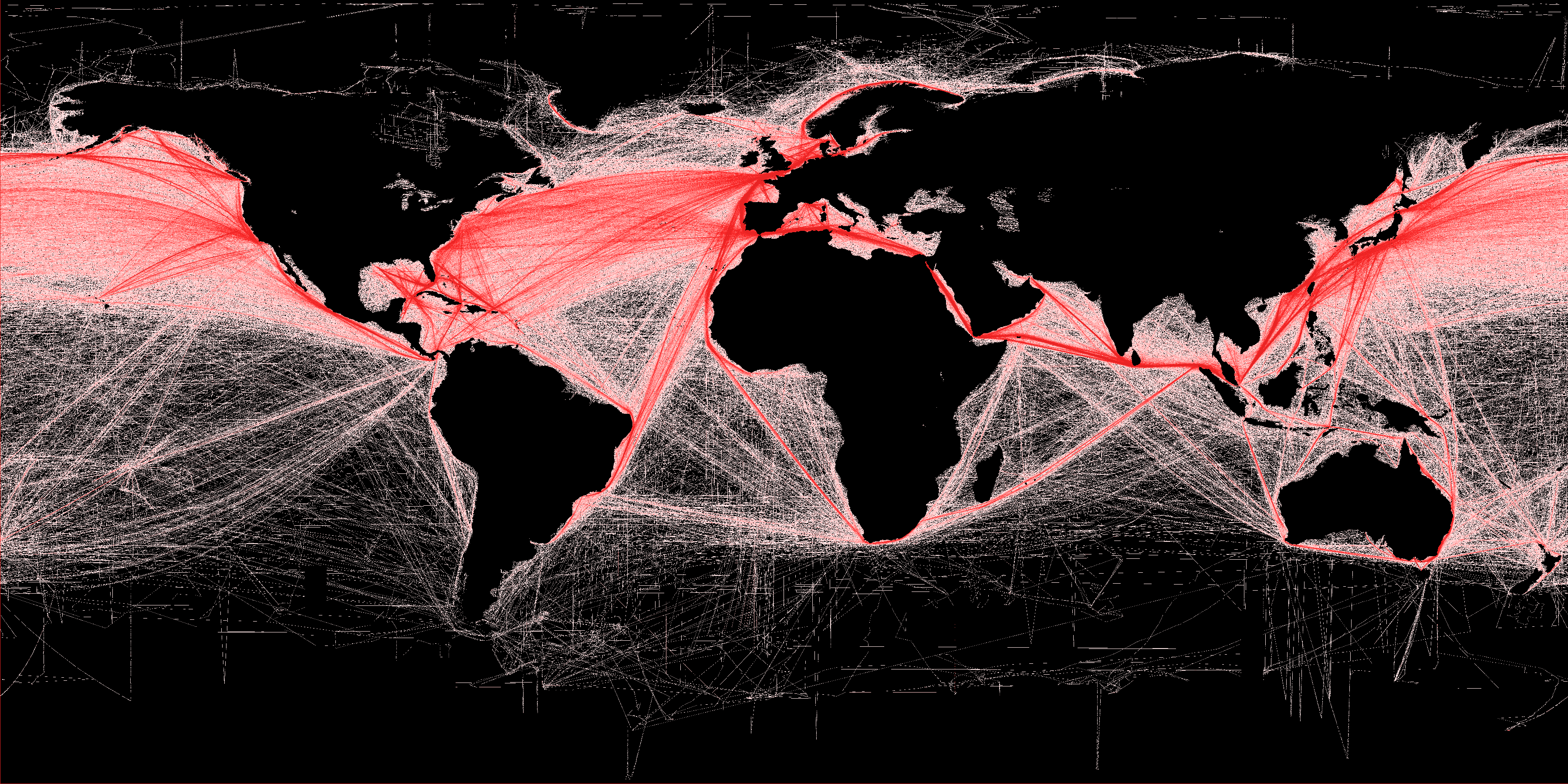
Námořní trasy současnosti

Námořní trasa opakovaně používaná trasa po moři, nebo mořích a oceánech, po které lodi putují mezi konkrétními místy. Je to obdoba letecké trasy ve vzduchu, nebo silnice na zemi.
Námořní trasy jsou známé po celá staletí. Již v 15. a 16. století při rozvoji celosvětového obchodu byly námořní trasy velmi důležité. Byly potřebné pro snížení nákladů (přepravní náklady a clo), rychlejší dopravu zboží do cíle a bezpečnost pasažérů a zboží.
Ostatně Kryštof Kolumbus se nevydal na cestu západním směrem proto, aby objevil Ameriku, ale proto, aby objevil co nejkratší obchodní námořní trasu do Indie.
Důležité obchodní cesty:
- Evropa – Suezský průplav – Asie a zpět
- Evropa – Amerika (Atlantský oceán)
- Atlantský oceán – Tichý oceán
  - Severní ledový oceán: Severozápadní průjezd
  - Střední Amerika: Panamský průplav
  - Jižní Amerika: kolem Mysu Horn nebo Magellanovým průlivem